# Lago de Agnano
El lago de Agnano (en italiano Lago di Agnano) fue un lago circular de unos 6,5 km de circunferencia que estaba ubicado dentro del cráter de un volcán extinto en Agnano, un suburbio de Nápoles (Italia) a 8 km al oeste de la ciudad, en la región volcánica de los Campos Flégreos. Los primeros documentos escritos sobre la presencia del lago, datan de principios de la Edad Media. En 1870 fue vaciado.
En la orilla sur se encuentran los baños naturales sulfurosos de Stufe di San Germano, y cerca está la Grotta del Cane, que ya fue mencionada por Plinio el Viejo (Naturalis Historia, ii. 93). Por la zona volcánica, se han descubierto varios restos de edificios y esculturas romanas.
- Datos: Q3413605
- Multimedia: Lake Agnano / Q3413605